# 忠孝里 (蘆洲區)
忠孝里為台灣新北市蘆洲區轄下之一里。

## 歷史
忠孝里位於蘆洲水湳庄，因近鄰忠孝路而定名，原隸屬水湳村，於1990年4月調整分割仁愛村，仁愛村亦於1994年4月調整為忠孝村，1997年10月因蘆洲升格縣轄市而改為忠孝里。
忠孝里曾在新北市環保局舉辦的2011年「千里大挑戰競賽」，在全市1032個里中獲得競賽第一名和10萬元省水獎勵補助金。

## 里長
- 詹阿修

## 地理
蘆洲區忠孝里位於臺灣島北部，臺北盆地西側，淡水河沖積平原之上。

## 文教
忠孝里為仁愛國小的學區。